# Ieng Thirith
Ieng Thirith (en camboyano អៀង ធីរិទ្ធ), cuyo nombre de nacimiento era Khieu Thirith (Battambang, Camboya, 10 de marzo de 1932–Pailín, Camboya, 22 de agosto de 2015), fue miembro de la máxima cúpula de los Jemeres Rojos. En el gobierno de Kampuchea Democrática, fue la ministra de acción social. Fue esposa de Ieng Sary, quien fuera el primer ministro y ministro de asuntos exteriores, razón por la cual es conocida como la «primera dama de los Jemeres Rojos». También fue hermana de Khieu Ponnary, la primera esposa de Pol Pot, fallecida en 2003. En noviembre de 2007 fue arrestada con su esposo, Ieng Sary, por el Tribunal de Camboya como sospechosa de genocidio, crímenes de guerra y crímenes contra la humanidad.

## Primeros años
Khieu Thirith nació en la ciudad de Battambang, en el occidente de Camboya, en una familia de clase media y de intelectuales. Su padre era un juez que abandonó la familia para irse con una princesa camboyana.
Thirith terminó sus estudios en el prestigioso Liceo Sisowhat de Nom Pen en donde conoció a Ieng Sary, con el cual se casaría y del cual tomaría el nombre de Ieng Thirith.
Fue una de las primeras mujeres camboyanas que pudo ingresar a una universidad y lo hizo en Francia, a donde fue a estudiar literatura inglesa, especializándose en la obra de William Shakespeare en Universidad de París. En el grupo de estudiantes camboyanos que la acompañaron estaba su prometido Ieng Sary, su hermana mayor Khieu Ponnary, Pol Pot y otros que conformarían después la máxima cúpula de los Jemeres Rojos.
Se casó con Ieng Sary en el Ayuntamiento de París durante el verano de 1951 y tomó el nombre de su marido, Ieng. En tanto, su hermana mayor, Khieu Ponnary, se casaría posteriormente con Pol Pot. Las dos hermanas y sus maridos serían los maestros del régimen de la Kampuchea Democrática.

## En los Jemeres Rojos
En 1957 Ieng Thirith regresó con su marido a Camboya y se desempeñó como profesora en una escuela privada de inglés que ella misma fundó.
Con el triunfo de los Jemeres Rojos en 1975, al final de la guerra civil de Camboya, Ieng Thirith fue nombrada Ministra de Acción Social, presidenta de la sociedad de la Cruz Roja de la Kampuchea Democrática y cumplió varias tareas delegadas por su esposo, quien era el primer ministro y el ministro de Relaciones Exteriores.

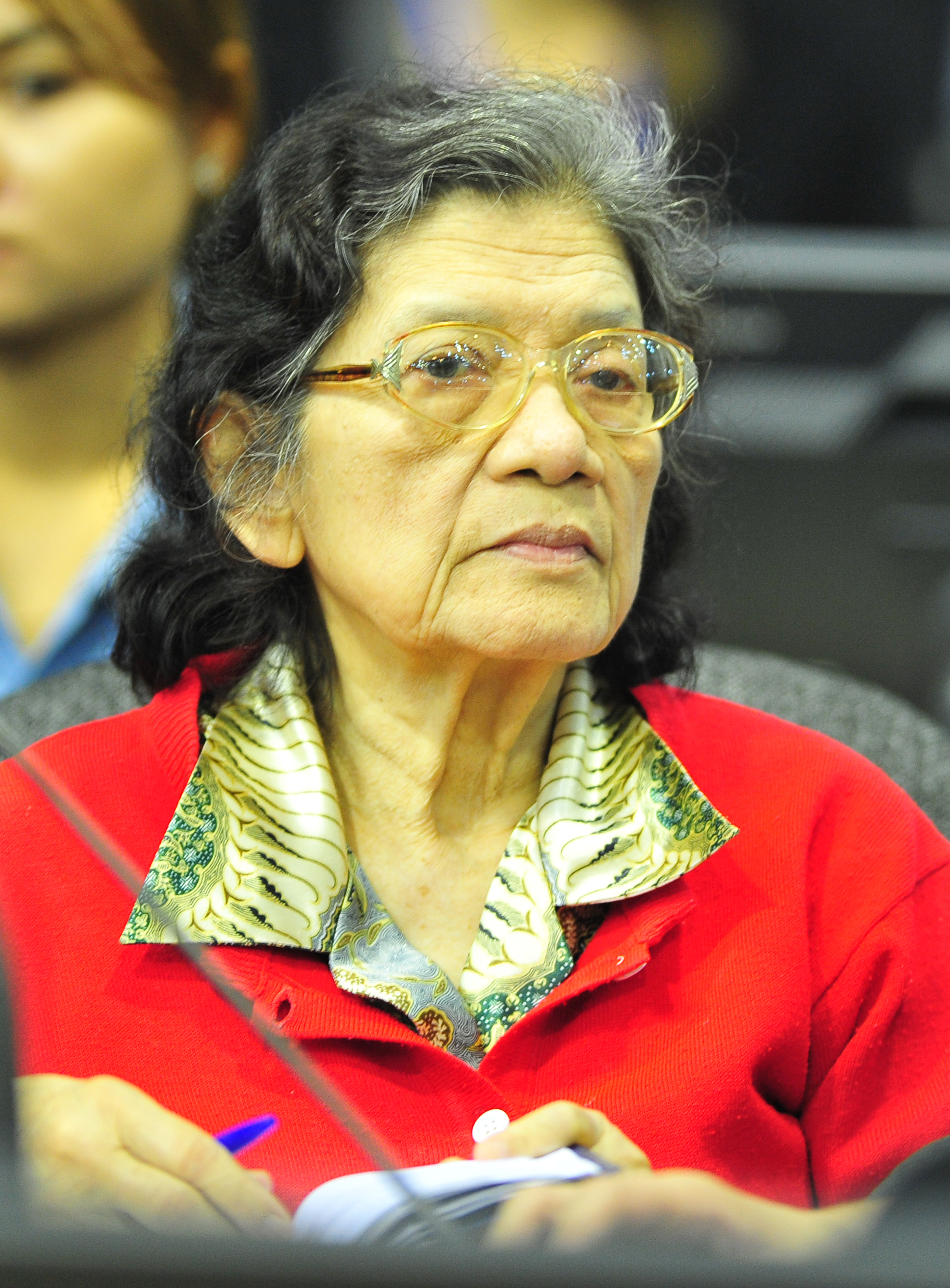
Ieng Thirith en 2011.

## Después de la caída de los jemeres rojos
Ieng Thirith, su marido y otros máximos líderes de los Jemeres Rojos firmaron un tratado de paz con el nuevo Gobierno camboyano en 1987 y recibieron una amnistía, lo cual les permitió vivir en Nom Pen en una lujosa mansión de la calle 21, al sur de la capital. Fue arrestada en noviembre de 2007 por el Tribunal de Camboya, hasta entonces Ieng Thirith fue vista pocas veces en público. También hospedó allí en sus últimos años de vida a su hermana, Khieu Ponnary, quien fue abandonada por Pol Pot a causa de su demencia y que murió en 2003.
El Tribunal de Camboya la encontró sospechosa de crímenes de guerra, crímenes contra la humanidad y genocidio como principal líder del gobierno de la Kampuchea Democrática. Fue arrestada junto a su esposo y trasladada al centro de detenciones del Tribunal. Los crímenes de los que se le acusa, según el Tribunal, son el de planear, dirigir, coordinar y ordenar purgas generalizadas, además de la orden de arrestar y enviar personal de su propio ministerio de acción social a S-21 para que fueran torturados y ejecutados por sospechas sin fundamento.
Ieng Thirith ha negado todos los cargos y en repetidas ocasiones ha acusado a Nuon Chea de ser el responsable de las ejecuciones.